# Sergio Langer
Sergio Langer, né à Buenos Aires, le 25 juin 1959 est un architecte, dessinateur humoristique et illustrateur argentin connu pour son style satirique et grotesque.

## Biographie

### Jeunesse
Sergio Langer est le fils d'une mère roumaine détenue dans les camps de concentration entre 1941 et 1944 et d'un père polonais, marchand, arrivé en Argentine dans les années 1930. En 1971, son père est tué lors d'une agression dans son magasin à Río Gallegos. Il grandit avec sa mère et ses deux frères dans le Barrio de Once.

### Carrière
Ses premières bandes dessinées paraissent en 1979 dans le magazine Humor Registrado. Ses travaux sont publiés dans des magazines tels que Rico Tipo, Sex Humor et Barcelona ainsi que dans les journaux La Prensa et Clarín. De 2003 à 2017, il publie dans ce dernier La Nelly, une satire de la classe moyenne de Buenos Aires avec la collaboration du scénariste Rubén Mira,. Il publie également dans Lento, un mensuel de Montevideo, ainsi que dans le magazine Mongolia à Madrid depuis 2013 et dans l'hebdomadaire Courrier international à Paris.
En 1993, il est le cofondateur avec Diego Bianchi du projet expérimental El Lápiz Japonés, un magazine argentin de design, d'art et de bande dessinée, auxquels se joindront Sergio Kern, Elenio Pico et Ral Veroni.
Son premier livre, Blanco y Negro (Eudeba), est publié en 2000. Il publie ensuite Burroughs pour les débutants, avec des textes de Rubén Mira (2001), Manuel d'histoire argentine, De Carlos a Néstor (2003), Nelly Argentinísima et Cervantes pour les débutants (2005), For Export (2007), For Export II (2011), Satanic (2013), en collaboration avec le dessinateur chilien Pepe Palomo, et Judíos (2015).
En 2006, il publie dans le numéro 3562 du magazine franco-belge Spirou dédié aux dessinateurs argentins, sous la coordination de Roberto Pazos et avec la collaboration d'Elenio Pico.
En 2018, il réalise le spectacle Platform for the future basée sur le roman Le Nazi et le coiffeur en utilisant le dessin et le multimédia. La même année, il dicte le séminaire-atelier L'humour comme pratique et expérience à la bibliothèque nationale de Buenos-Aires, sur la bande dessinée, la vignette et l'intervention humoristique,.
Il a été récompensé pour ses bandes dessinées au Japon, au Brésil, en Allemagne, en Chine et en Israël et a fait partie du jury lors de compétitions au Brésil, à Cuba et au Mexique.